# La Mesa (Tijuana)

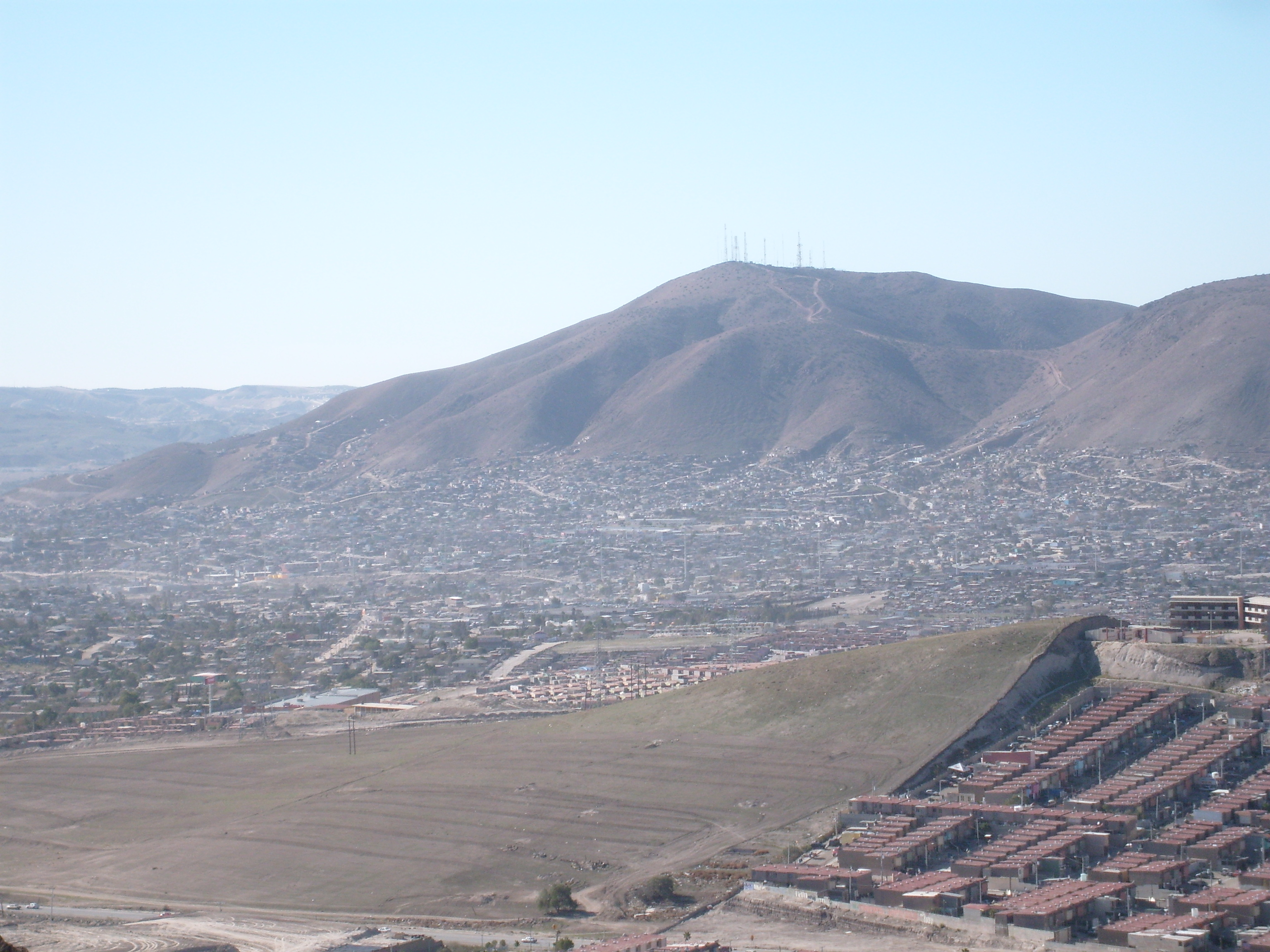
Cerrocolorado in Tijuana

La Mesa ist eine delegación des Municipio Tijuana im mexikanischen Bundesstaat Baja California. La Mesa liegt nahe der Grenze zum US-Bundesstaat Kalifornien auf 61 Meter Höhe und wird auch Rancho Mesa de Tijuana oder Mesa de Tijuana genannt.
Koordinaten: 32° 29′ N, 116° 56′ W